# Dry the River
Dry the River was een Britse folkrockband uit Londen, bestaande uit Peter Liddle (zang, gitaar), Will Harvey (viool), Jon Warren (drums), Matt Taylor (gitaar) en Scott Taylor (basgitaar).

## Discografie

### Albums
| Album met eventuele hitnotering(en) in de Nederlandse Album Top 100 | Datum van verschijnen | Datum van binnenkomst | Hoogste positie | Aantal weken | Opmerkingen |
| ------------------------------------------------------------------- | --------------------- | --------------------- | --------------- | ------------ | ----------- |
| The chambers and the valves                                         | 11-2009               | -                     |                 |              | ep          |
| Bible belt                                                          | 04-2010               | -                     |                 |              | ep          |
| Weights and measures                                                | 11-2011               | -                     |                 |              | ep          |
| Shallow bed                                                         | 02-03-2012            | 10-03-2012            | 70              | 2            |             |
| Alarms in the Heart                                                 | 25-08-2014            |                       |                 |              |             |
| Hooves of Doubt                                                     | 12-05-2015            |                       |                 |              | ep          |

### Singles
| Single met eventuele hitnotering(en) in de Nederlandse Top 40 | Datum van verschijnen | Datum van binnenkomst | Hoogste positie | Aantal weken | Opmerkingen |
| ------------------------------------------------------------- | --------------------- | --------------------- | --------------- | ------------ | ----------- |
| No rest                                                       | 07-06-2011            | -                     |                 |              |             |
| The chambers and the valves                                   | 24-02-2012            | -                     |                 |              |             |
| New ceremony                                                  | 16-04-2012            | -                     |                 |              |             |